# SDSS J122859.93+104032.9 b
SDSS J122859.93+104032.9 b (abrégé en SDSS J1228+1040 b) est un planétésimal extrasolaire supposé être en orbite autour de la naine blanche SDSS J122859.93+104032.9 (en abrégé SDSS J1228+1040).
Sa masse n'est pas connue, mais sa masse volumique serait au minimum de 7,7gm/cm3, soit approximativement celle du fer, qui est de 8g/cm3, ce qui en ferait une planète presque exclusivement faite de fer, dont les couches auraient été arrachées par les éjections de matière de son étoile après être devenue une géante rouge, ne laissant que le noyau métallique, et à condition que SDSS J1228+1040 b soit en équilibre hydrostatique.